# Kristian S. Larsen
 Der er flere personer med dette navn, se Christian Larsen.
Kristian S. Larsen (født 1978) var formand for Unge Kristendemokrater fra 2010-2012.
Han blev den første formand for den ny ungdomsorganisation for Kristendemokraterne, der blev stiftet i 2010, efter at Kristendemokratisk Ungdom havde omdannet sig til tænketanken Cura Ungdom.
Ved den stiftende generalforsamling for Unge Kristendemokrater var der ingen formandskandidater, men Kristian Larsen blev konstitueret som formand. Han havde tidligere været formand for Kristendemokraterne i Århus og Østjyllands Storkreds. Han blev genvalgt som formand ved første ordinære generalforsamling i 2011 og opstillet til Folketinget i Vejle Nordkredsen samme år. Kristian Larsen stillede ikke op ved generalforsamlingen i 2012 og blev afløst af Aron Henning.
Kristian Larsen har arbejdet som friskolelærer, er uddannet teolog og organist og bor i Esbjerg.